# مستوفی
مستوفی کسی بوده‌است که در گذشته مسئولیّت سرپرستی امور دولتی حسابداری کشورهای اسلامی را به عهده داشته‌است. به عبارت دیگر مستوفی نقش حسابدار کل را ایفا می‌کرده‌است. خود واژهٔ مستوفی کلمه‌ای است از ریشه استیفاء. و به معنی کسی که «حق خود را به‌طور وافی و کافی بگیرد.»
این عنوان از زمان عباسیان به‌طور عمومی برای این سمت مورد استفاده قرار گرفت. مستوفی که در مرکز دارالحکومه بودند حساب دخل و خرج حکومت را در دست داشتند، و مستوفی‌های استان‌ها پرداخت حقوق و مستمری‌ها، و رسیدگی به امور مالی و مالیاتی استانی را انجام می‌دادند. از مستوفیان تاریخ می‌توان به مستوفی الممالک در دوره قاجار و حمدالله مستوفی، تاریخ‌نگار اشاره کرد. در دوره قاجار مستوفی شغل مستوفی موروثی بود و از پدر به پسر می‌رسید. مستوفیان قاجار از اهالی آشتیان، تفرش و گرکان بودند. در دوره قاجار لقب برخی از کسانی بود که به کار «استیفاء» یا دریافت مالیات و امور دارایی کشور یا ولایات و ایالات می‌پرداختند.

## تاریخچه
این عنوان در دورهٔ عباسیان استفادهٔ عام داشت. در دورهٔ غزنویان مستوفی الممالک به وزیر کشور پاسخگو بود و حساب درآمدها و هزینه‌های دیوان وزیر را رسیدگی‌ می‌کرد. در دوره سلجوقیان و هنگام صدارت خواجه نظام الملک طوسی، مستوفی دومین سمت مهم بود و تنها پس از وزیر اعظم قرار داشت. دیوان مستوفی در این زمان معادل دیوان زمام (دیوان کنترل مالی) بود. هر چند در این دوره اصطلاح دیوان الزمام برای دیوان استیفاء نیز بکار می‌رفته‌است که اطلاعات مستقیمی در مورد نحوه کار این نهاد در زمان سلجوقیان موجود نیست. لمبتون می‌نویسد که این دیوان به زیر شاخه‌هایی مانند «دیوان معامله و قسمت» تقسیم می‌شد که از جمله کارهای آن رسیدگی به قراردادهای جمع‌آوری مالیات و شبکه مستوفیان استان‌ها که «عامل» نیز نامیده می‌شدند و جمع‌آوری مالیات‌ها، پرداخت حقوق و مستمری‌ها بود. مستوفی که در مرکز دارالحکومه مستقر بود دارای تبحر در مدیریت اداری و مالی بود و این شخص معمولاً قدرت نفوذ زیادی در اداره امور مملکت داشت؛ مثلاً در زمان سلطان سلجوقی برکیارق، مجد الملک القمی البلاسانی قدرت پشت پرده واقعی در زمان صدارت وزیر ضعیف آن زمان، فخر الملک ابن نظام الملک بود. در موارد متعددی در این دوران مستوفی خود پا بر منصب صدارت اعظمی می‌نهاد و به عنوان وزیر شاهان سلجوقی انتخاب می‌شد.
در زمان خلفای فاطمی مصر، مستوفی می‌توانست، سرپرست یک دیوان مانند دیوان جیش باشد یا می‌توانست عهده‌دار سمتی پایین‌تر اما باز هم پراهمیت مانند کنترل‌کننده مالی در دستگاهی مانند اخطاعات یا تیول ارتش باشد. مستوفی‌های کارمندانی در دستگاه دولت بودند که ممکن بود بر نقشه‌برداری زمین‌ها نظارت کنند یا میزان محصول و نظایر آن را در انبارهای مانند انبار دولتی غله تخمین بزنند و محاسبه بکنند.
در دوره مغول این عنوان به سرپرستان مالی استان‌ها گفته می‌شد. حمدالله مستوفی و جد بزرگ بزرگ وی مثالی از این مستوفی‌ها بوده‌اند. در زمان تیموریان، صفویه و قاجار، مستوفی الممالک نقشی مانند وزیر کشور ایفا می‌نمود و وظیفه رسیدگی به حساب خزانه ملی را به عهده داشت و مستوفی‌های معمولی از کسانی بودند که سمت‌های پایین‌تری در دربار را در دست داشتند. در دوره صفویه سمتی تحت عنوان مستوفی خاصه وجود داشت که به امور حسابداری املاک سلطنتی می‌پرداخت. در اواخر دوره قاجار لقبی بود که به یک شخصی خاص تعلق می‌گرفت که ممکن بود آن شخص وزیر امور داخلی مملکت (سال ۱۸۹۰ میلادی) یا نخست‌وزیر (سال ۱۹۱۰ میلادی) باشد.

## در ادبیات پارسی
نظامی:
| صرف کرد آن همه به بی خوفی |  | فارغ از مشرفان و مستوفی |

سوزنی:
| چون وزیر و میر و مستوفی تو باشی کی بود |  | مدحت آرای وزیر و میر و مستوفی ذمیم |

«پدر جدم مرحوم امین الدین نصیر مستوفی که در عهد سلاجقه مستوفی دیوان سلاطین عراق بوده …» (نزهةالقلوب)
«ناظر مهر نموده به مستوفی ارباب التحاویل سپارند.» (تذکرةالملوک چ دبیرسیاقی)

## مسئولیت‌های مستوفی
مستوفی کسی است که حساب درآمدها و هزینه‌ها را در یک ایالت (استان) نگاه می‌داشته‌است. شغل مستوفی موروثی بود و از پدر به پسر می‌رسید. در دوره قاجار لقب برخی از کسانی بود که به کار «استیفا» یا دریافت مالیات و امور دارایی کشور یا ولایات و ایالات می‌پرداختند.
محمد مصدق که خود مستوفی خراسان بود می‌نویسد: "مستوفیان کسانی بودند که طبق فرمان شاه حائز این مقام می‌شدند. این مقام به دو درجه تقسیم شده بود:
- - مستوفی (استیفای) اول
- - مستوفی (استیفای) دوم

هر یک از آن‌ها معمولاً حقوقی داشت که در ایام کار و بیکاری از دولت می‌گرفت و چنانچه متصدی کاری هم بود رسوم معمول و متداول آن را از ارباب رجوع
دریافت می‌کرد. مستوفی هر ایالت و ولایت مستقل به نام محل کارش نامیده می‌شد مثلاً مستوفی آذربایجان یا کاشان و (غیره) موظف بودند که چهار وظیفه را انجام دهد:
- - تنظیم کتابچه دستورالعمل ولایت و حکام مستقل
- - حاشیه‌نویسی قبوض صاحبان حقوق
- - حاشیه‌نویسی فرمان
- - تنظیم مفاصا حساب ولات و حکام مستقل که هر یک به‌طور اختصار بیان می‌شود:

الف) تنظیم کتابچه دستورالعمل ولات و حکام مستقل – مستوفی هر محل می‌بایست کتابچه دستورالعمل حوزه خود را تنظیم کند و در موعدی که هیچ وقت از اوایل سال تجاوز نمی‌کرد تسلیم وزیر بقایا نماید.
ب) حاشیه‌نویسی قبوض ارباب رجوع: مستوفی هر محل مکلف بود مبلغ و مقدار حقوق کسانی را که در کتابچه محل او نوشته بود در حاشیه قبض آن‌ها تصدیق کند تا بتواند از والی یا حکام محل مطالبه نمایند و در ازای این کار می‌توانست معادل دو صدم حقوق چنانچه نقد بود و دو صدم قیمت جنس چنانچه جنس بود از صاحبان حقوق دریافت نمایند.
ج) حاشیه‌نویسی فرمان: نظر به اینکه هیچ حقوق یا اضافه حقوقی داده نمی‌شد مگر اینکه قبلاً محل آن تعیین شده باشد و محل حقوق جدید یا اضافه حقوق معمولاً ثلث متوفیات بود به این طریق که هر کس فوت می‌نمود اگر وارثی داشت یک ثلث از حقوق او والاتمام آن در اختیار دولت قرار می‌گرفت که بهر کس می‌خواست میداد؛ لذا مستوفی هر محل می‌بایست حقوق متوفا را که در کتابچه او به خرج آمده بود در حاشیه فرمان تصدیق کند و در ازای این کار معادل یک چهارم حقوقی که به وراث متوفا یا یه دیگران داده می‌شد به عنوان حق‌الزحمه و فقط برای یک مرتبه بخواهد.
د) تنظیم مفاصا حساب ولات و حکام مستقل – والی هر ایالت و حاکم هر ولایت مستقیم بعد از انقضای هر سال می‌بایست حساب سنه مالی خود را به وزارت مالیه بدهد و کلیت اسناد خرج وجوهی که بر طبق کتابچه دستورالعمل و حوالجات وزیر خزانه پرداخته بودند به مستوفی محل تحویل نمایند که مفاصا حساب آنان را تنظیم کند و به این مفاصا هیئتی که وظیفه آن رسیدگی به محاسبات بود و سر رشته داری کل در راس آن قرار داشت رسیدگی می‌نمود و یکی از اعضای آن که مستوفی ضابط اسناد خرج بود اسناد خرج را می‌گرفت و در حضور سایرین باطل و آن‌ها را ضبط می‌نمود. سپس وزیر مالیه و صدر اعظم آن را مهر می‌نمودند و شاه توشیح می‌کرد."

## دریافت‌ها و موارد ممکن سوءاستفاده از مقام
در دوران قاجار مستوفیان مبالغی تحت عنوان رسوم دریافت می‌کردند. رسوم در آغاز پنهانی بود ولی پس از چندی آشکار شد و مبلغ آن نیز تعیین شد. درآمد سالانه یک ماه مستوفی از این منابع به چندین برابر حقوق سالانه وی می‌رسیده‌است. نوعی از رسوم، رسوم مربوط به وظیفه نام داشت که یک رشوه خلاف قانون بود که از مراجعان و حقوق بگیران دریافت می‌شد. مستوفی الممالک برای ناصرالدین شاه روشن کرد که رسوم به معنای همان پیشکش است. نوع دیگر رسوم، رسوم خارج وظیفه نام داشت. چون اغلب برای کسانی که دریافت حقوق یا مستمری اشان به ایالت دیگری حواله شده بود و برای ایشان امکان مسافرت نبود یا می‌باید زمانی را تا انجام کارشان در ایالتی دیگر بمانند می‌توانستند به کسان معتمد شان وکالت دهند تا کار به انجام برسد. مستوفیان ایالت و ولایت که همه با هم در تماس بودند با کم کردن مبلغی نزدیک به سی یا چهل در سد از وجه اسمی هر حواله آن را برای خودشان برمی‌داشتند و بقیه آن را نقدی می‌پرداختند.
تهمت دروغ، سند سازی، ادعاهای کذب، ایجاد ترس و زور گویی به مردم و بازرگانان از موارد ممکن سوءاستفاده از مقام مستوفی بود. بعضی مستوفیان با دشوار کردن اداره دارایی‌های کشور کوشش می‌کردند که کسی از کارشان سر در نیاورد و هر کاری در پیشرفت اداره امور مالی کردند تنها برای پوشاندن و مخفی کردن تقلب‌ها و حساب سازی‌ها بود. هم چنین در شخصی کردن کارها که کسی دیگر از اسناد چیزی نفهمد به این ترتیب برکناری یا تعویض خود را غیرممکن می‌ساختند. دیگر اینکه از ورود غیره به شبکه مستوفیان با شدت عمل جلوگیری می‌شد. مستو فیان اول، تنها فرزندان یا نزدیکان درجه اول آنان پروانه کارآموزی نزد آنان و آگاهی از محل اسناد و مدارک مربوطه را داشتند. این مستوفیان دفترها را با خط سیاق می‌نوشتند که مردم با سواد نیز چیزی از آن نمی‌فهمیدند. دیگر اینکه مستوفیان اول همه اوراق و اسناد دولتی را از آن خود می‌دانستند و در منزل خود نگاه داری می‌کردند. روش تنظیم اسناد به ترتیبی بود که اگر هم کسی سیاق آموخته بود باز هم از آن سر درنمی‌آورد، تا حدی که در مواردی مستوفیان همکار نمی‌توانستند تقلب‌های همکار خود را پیدا کنند.

## به عنوان نام فامیلی
پس از تصویب قانون ثبت احوال و حذف لقب از نام‌های ایرانیان برخی از خانواده‌های وابسته به مستوفیان نام خانوادگی «مستوفی» را انتخاب کردند.